# Antonov T-2M Maverick
O Antonov T-2M Maverick é um ultraleve ucraniano desenhado e produzido pela Antonov.

## Projeto e Desenvolvimento
O T-2M foi desenvolvido pela Antonov no final da Guerra Fria, quando tornou-se necessário explorar o mercado de aeronaves civis, incluindo microlights para clubes de aviação. Além de ser produzido para propósitos recreacionais, o T-2M também foi designado para uso pelas Forças Especiais Russas para uso em missões de infiltração e, assim sendo, incorporou um sofisticado mecanismo de dobra de asa.
O T-2M possui suportes de cabo no estilo Asa-delta e asa alta, com controles através de contrapesos, dois assentos lado a lado em uma cabine de pilotagem aberta, trem de pouso triciclo e um único motor em configuração por impulsão. A aeronave é fabricada de tubos, sendo sua asa coberta com PET. Sua asa é suportada por um único tubo, utilizando uma barra de controle em forma de "A". O motor padrão é o motor dois tempos bicilíndrico Rotax 582 de 64 hp (47,7 kW), refrigerado à água. Há também a opção de adquirir com o menor Rotax 503, com 50 hp (37,3 kW) e o Rotax 912 de quatro tempos, com 80 hp (59,7 kW).
O T-2M introduziu duas características não encontradas em trikes ocidentais. Possuía assentos lado a lado, oferecendo vantagens em treinamento de voo e um trem de pouso com uma única lâmina de suspensão, sendo mais simples, mais leve, menor arrasto e eliminando várias peças que outros modelos utilizam. A aeronave pode ser operada com rodas, esquis e flutuadores. Um pacote para aplicação agrícola também está disponível.
O T-2M foi vendido na América do Norte e uma revendedora, a UK-Air, esteve baseada em Mississauga, Ontario, Canadá. Era vendido pelo valor de US$18.500 em 2000.